# Hin Føroyski Flokkurin
Hin Føroyski Flokkurin (dansk:Det færøske parti) var et politisk parti på Færøerne.
Partiet blev ledet af lektor Ólavur Christiansen, og opstillede ved lagtingsvalget i 1994. Hin Føroyski Flokkurin fik 616 stemmer (2,4 %) og ingen mandater i Lagtinget. Partiet ønskede at afskaffe hjemmestyret og fuldstændig genintegrere Færøerne i Danmark.